# 카라멜클래식
스트링 트리오 카라멜클래식 (Caramel Classic)
여성 현악 트리오 ‘카라멜클래식’은 클래식의 대중화를 목적으로 이름처럼 달콤하고 친근한 연주를 선보이고 있는 그룹이다.
시원한 외모와 다재다능한 재능으로 작곡, 공연 및 방송 등 다방면에서 활동하고 있는 첼리스트예슬, 귀엽고 소녀 같은 이미지와 다르게 당차고 씩씩한 연주로 SBS드라마 ‘서른이지만 열일곱입니다’에 혜성같이 등장한 신예 바이올리니스트 민은경, 꼼꼼하고 야무진 이미지와 똑 닮은 세심한 연주로 서울그랜드 필하모닉 오케스트라 수석을 차지하고 드라마·영화 등 OST 녹음으로 많은 사람들에게 인정받은 실력파 비올리스트 원소명으로 구성되어 있다.
첫 디지털 싱글 앨범 ‘베토벤-그대를 사랑해’를 시작으로 '비제-하바네라', '헨델/할보르센-파사칼리아' 등 대중들에게 익숙한 클래식 곡들을 현악트리오 버전으로 편곡하여 발매하고 있다. 편곡은 대체로 피아니스트 박종훈의 작업으로 이루어진다.

## 공연 및 활동
2015년 첼리스트 예슬, 가야금연주자 한혜진, 반도네오니스트 진선을 멤버로 데뷔
2019년 2월 멤버 개편 후 스트링트리오 카라멜클래식 결성
2019년 2월 팟캐스트 '카라멜클래식' DJ
2019년 9월 디지털 싱글 앨범 '그대를 사랑해' 발매
2019년 9월 '첼리스트 예슬의 빵집콘서트' 게스트 연주
2019년 9월 '제 4회 M-PAT 클래식 음악축제 클래식 피크닉' 연주
2019년 9월 카라멜클래식 쇼케이스
2019년 10월 '세상사는 아름다운 이야기 10월호' 표지모델
2019년 10월 디지털 싱글앨범 'Habanera' 발매
2019년 11월 디지털 싱글앨범 'Passacaglia' 발매
2019년 12월 '피아니스트 박종훈 클래식 브런치' 12월 게스트 출연
2020년 9월 음악실연자연합회 소형공연지원사업 선정
2020년 11월 '강남문화재단 목요예술무대' 공연
2021년 2월, 6월, 12월 SK잇츠매직X요리인류 카라멜클래식과 함께하는 '요리가 있는 음악회'
2021년 3월 포니정홀 러브클래식 연주
2022년 10월 대구 달성 피아노 100대 연주
2023년 12월 루비뮤직뱅쇼크리스마스콘서트 연주
2024년 5월 음악실연자페스티벌 연주

## 멤버 프로필

### 첼로 - 첼리스트 예슬
첼리스트 예슬은 2013년 11월 디지털 싱글 <Monday Rain>으로 데뷔 후, 2014년 1월부터 2015년 12월까지 매달 디지털 싱글을 발표했다. 특히 2014년 5월에는 <Dreamer>는 직접 작곡하여 발매한 곡으로 작곡 능력도 인정받아 그 후에도 종종 자신이 작곡한 곡들을 선보였으며, 2014년 10월 CCM 첫 정규 앨범 <Prayer>발매, 2018년 두 번째 정규 앨범 <Beautiful Cello>를 발매하였다. 음반은 주로 피아니스트 박종훈과 함께 작업하고 있다.
경기문화재단에서 주최하는 문화이음 2014 ‘Thanks Concert’ 특별 게스트, ‘The House Concert’로 인천, 함안, 남해, 원주, 광주 등 전국 각지에서 연주하였고, 서울 꿈의 숲 아트센터 개관 5주년 기념 공연, KBS 성탄음악회, 부산 영화의 전당 마티네 콘서트, 진선의 음악선물, 조이올팍 패밀리 콘서트, kbs 더콘서트의 더스트링스, 페리지홀 기획 초청 연주회, 울산시립교향악단 특별 기획 공연 등 다양한 무대에서 연주 활동을 하고 있다. 
또한 2014년 12월부터 연남동에서 <첼리스트 예슬의 빵집콘서트>에서 진행과 함께 연주까지 선보였고, 이 공연은 2017, 2018년 한국문화예술위원회의 문화소외계층 순회공연으로 선정되었다. 
2016년 6월부터는 팟캐스트 ‘빵집라디오’와 ‘카라멜클래식’ DJ를 맡아 진행을 했으며, 2019년 우리은행 광고 출연, 2019년 KBS드라마 ’너의 노래를 들려줘’ 첼로 수석 역으로 출연 등 여러 분야에서 활동하고 있다.

### 비올라 - 원소명
원소명은 숙명여자대학교를 졸업 후 이탈리아 피렌체 일 트릴로 음악대학교에서 최고연주자 과정을 졸업하였다. 여수 엑스포 홍보대사로 빈 무지크페어라인, 체코 스메타나홀, 드보르작홀, 헝가리 국립 벨라바르톡홀, 파리 살가보 극장 등 유럽 12개국에서 순회 연주를 하였고, 이탈리아 피렌체 뮤직 페스티벌에 초청되어 베키오 궁전에서 연주하기도 했다. 그 외 호주, 필리핀, 말레이시아에서 초청 연주를 가졌으며 평창대관령음악제와 통영국제음악제 연주 등 국내외로 활발한 활동을 하고 있다. 
서울시립교향악단, 부천시립교향악단, KBS관현악단에서 객원 단원을 하였고 파주필하모닉오케스트라 수석, 코리아쿱오케스트라 객원부수석, 통영페스티벌오케스트라 단원으로 클래식 연주는 물론 드라마와 영화 OST, 음반 400여곡 이상 녹음 및 방송 출연하였다.
솔리스트 La Viola로서 <La Violetta>, <Waltz In The Rain>, <Gymnopédie>, <Summer Blue>의 싱글 음반도 발매하였으며, 다양하고 폭 넓은 활동을 이어가고 있다.

### 바이올린 - 민은경
드라마 ‘서른이지만 열일곱입니다’로 혜성같이 등장한 신예 바이올리니스트 ‘민은경’
민은경은 국립 경찰 교향악단 협연, 연세대학교 현악 합주 협연을 시작으로 용인시 전국 음악 콩쿠르 1등, 에듀클래식 콩쿠르 대상, MIOS 전국 음악 콩쿠르 1등 등 다양한 국내 콩쿠르를 석권하며 실력을 인정받았으며, 예원학교와 서울예고 졸업 후 연세대학교 음악대학에서 학사 및 석사 학위를 취득하였다. SBS 드라마 ‘서른이지만 열일곱입니다’에 바이올리니스트로 출연함과 동시에 신혜선(극중 우서리)의 바이올린 대역을 맡았으며, 극 중에 나오는 클래식 곡들로 첫 솔로 앨범 <라 캄파넬라>를 발매하였다.
솔리스트 Misty Violin으로서 정규 1집 <One Fine Moment>, 정규 2집 <Shine on your day>를 내는 등 음원 활동도 활발하게 하고 있다. 뉴에이지 작곡 및 연주 활동을 하고 있는 피아니스트 Jasmin과 함께 연주한 음반을 주로 내고 있다.
유학 출신이 대부분인 클래식계에 보기 드문 국내파 바이올리니스트로 알려져 있다.